# میدان نفتی رودخانه کوپاروک
میدان نفتی رودخانه کوپاروک (انگلیسی: Kuparuk River Oil Field) از میدان‌های نفتی ایالات متحده آمریکا است، که در سال ۱۹۶۹ کشف شد و هم‌اکنون به‌طور متوسط روزانه معادل ۲۳۰ هزار بشکه نفت خام از این میدان تولید می‌شود.